# 星日報
星日報（しんにちほう）は、シンガポールで発行されていた邦字新聞。発行社はSHIN NICHI COMMUNICATIONS PTE LTD。本社はシンガポールのブキ・メラにあった。

## 概要
シンガポールの在留邦人のために発行されていた有料の邦字新聞。刊行頻度は半週刊（頻度の変更あり）。発行部数は約6,000部 で、購読が5500部を占める。シンガポールの在留邦人は約26,370人で、少なくとも約20%が購読していた。主な記事はシンガポールのニュース。

## 沿革
1980年10月1日に創刊。
2010年8月31日に休刊。